# Salomondollar
Salomondollar (SI$ - Solomon Islands dollar) är den valuta som används i Salomonöarna i Stilla havet. Valutakoden är SBD. 1 Dollar = 100 cents.
Valutan infördes under år 1975 och ersatte den australiska dollarn som i sin tur ersatte Salomon pundet som fanns mellan 1899 och 1966 bortsett krigsåren 1942 till 1944 då Japan ockuperade området och införde Oceania pound.
Salomonöarna är del i det brittiska Commonwealth (Samväldet) vilket är anledningen till att den engelska drottningen återfinns på mynten.

## Användning
Valutan ges ut av Central Bank of Solomon Islands - CBSI som ombildades 1983 och har huvudkontoret i Honiara.

## Valörer
- mynt: 1 Dollar
- underenhet: 1 (används ej), 2 (används ej), 5, 10, 20 och 50 cents
- sedlar: 2, 5, 10, 20, 50 och 100 SBD